# Лодзинская и Познанская епархия
Лодзинская и Познанская епархия (пол. Diecezja Łódzko-Poznańska) — епархия Польской православной церкви. Объединяет приходы в центральной части Польши.
Кафедральный собор — собор Александра Невского в Лодзи.
Образована в 1948 году. До 1951 года именовалась Лодзинской и Вроцлавской. Самая большая православная епархия в Польше по территории и самая малая по числу приходов.

## Епископы
- 12 ноября 1948 — 16 ноября 1979 — Георгий (Коренистов)
- 25 ноября 1979 — 31 июля 1981 — Савва (Грыцуняк)
- 18 августа 1981 — 28 июня 2017 — Симон (Романчук)
- 28 июня 2017 — 24 сентября 2017 года — Григорий (Харкевич) в/у, епископ Супралький
- с 24 сентября 2017 года — Афанасий (Нос)

## Благочиния
- Лодзинское (приходы в городах: Лодзь, Калиш, Пётркув-Трыбунальский, Познань)
- Краковское (приходы в городах: Краков, Сосновец, Ченстохова, Радом, Кельце)
- Быдгощинское (приходы в городах: Быдгощ, Торунь, Влоцлавек)

## Храмы
- Александро-Невский собор (Лодзь)
- Церковь Ченстоховской иконы Божией Матери